# Vaux-Champagne
Vaux-Champagne is een gemeente in het Franse departement Ardennes (regio Grand Est) en telt 90 inwoners (1999). De plaats maakt deel uit van het arrondissement Vouziers.

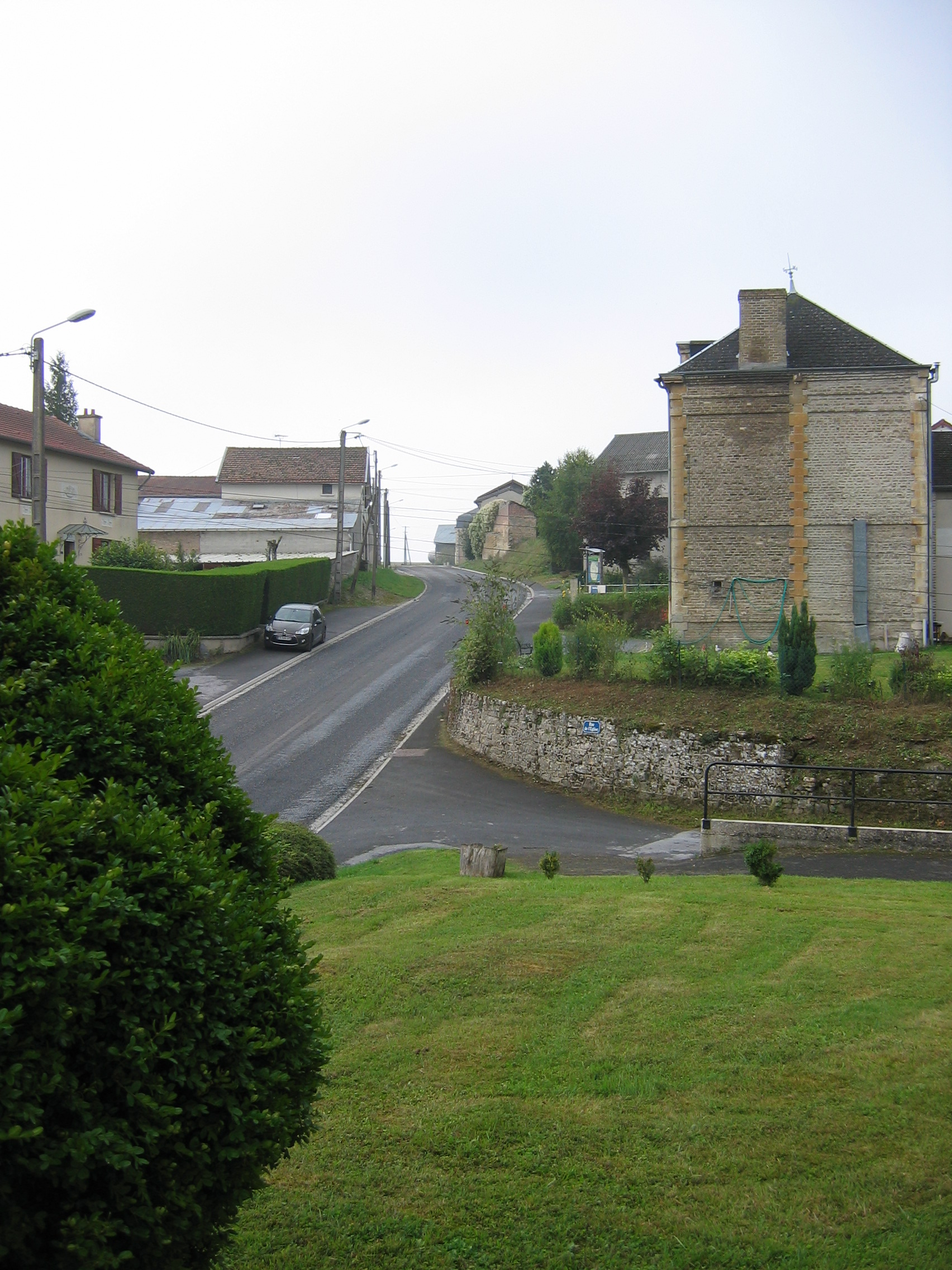
Vaux-Champagne
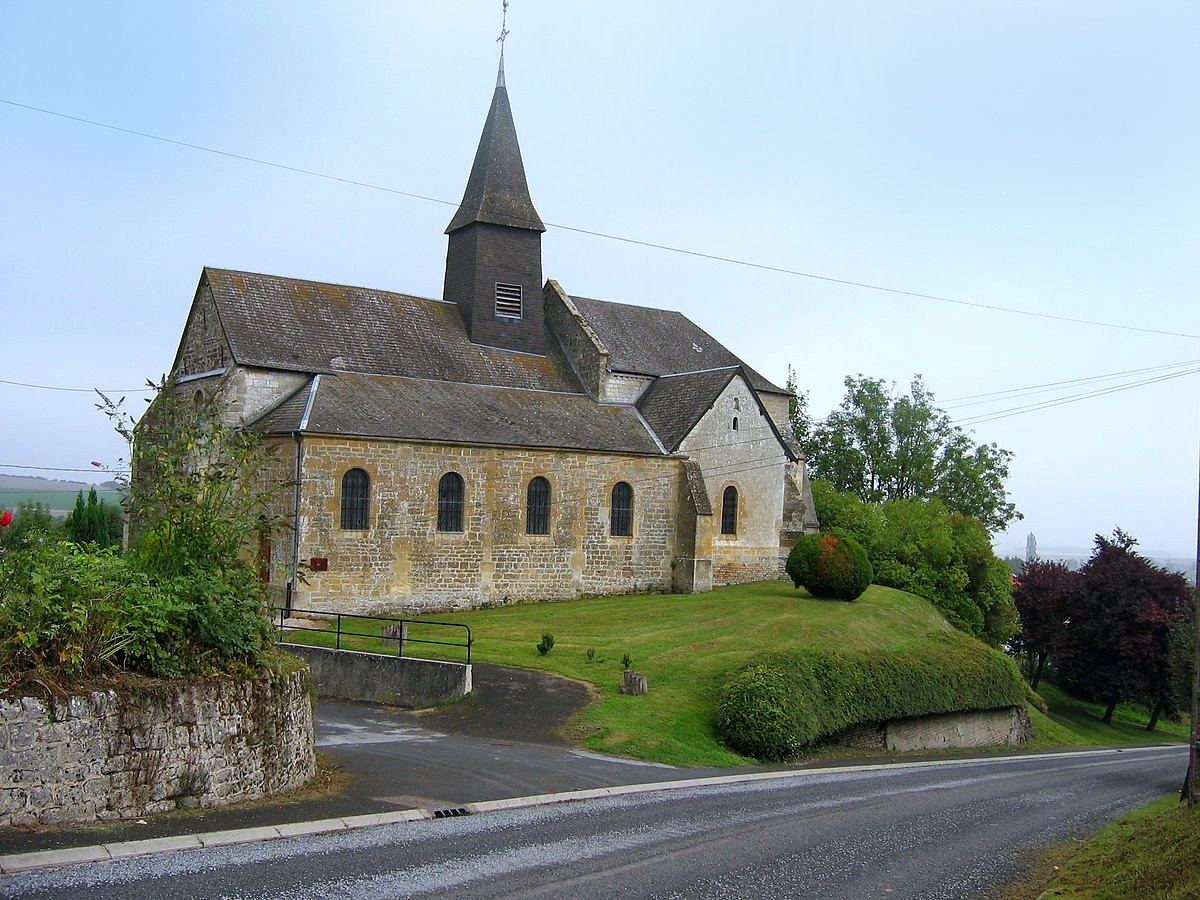
Kerk in Vaux-Champagne

## Geografie
De oppervlakte van Vaux-Champagne bedraagt 11,3 km², de bevolkingsdichtheid is 8,0 inwoners per km².
De onderstaande kaart toont de ligging van Vaux-Champagne met de belangrijkste infrastructuur en aangrenzende gemeenten.

## Demografie
Onderstaande figuur toont het verloop van het inwonertal (bron: INSEE-tellingen).

Vanwege een beveiligingsprobleem met de MediaWiki Graph-software is het momenteel niet mogelijk deze grafiek weer te geven. Zodra de software is bijgewerkt zal de grafiek vanzelf weer zichtbaar worden.